# Linux Magazine
Linux Magazine, anche nota come GNU Linux Magazine, è una rivista di tecnologia incentrata sui sistemi operativi con kernel Linux e più in generale sul software libero e open source, in particolare quello proveniente dal progetto GNU. È stata lanciata sul mercato nel 1999 da Edizioni Master.
Nel 2020, con il fallimento dell'editore, la rivista si è apparentemente fermata al n° 196 e i relativi siti web hanno cessato gli aggiornamenti senza dare spiegazioni.

## Descrizione
La rivista era incentrata sull'informatica e affrontava temi legati al mondo GNU/Linux e FOSS. Fino al 2017 la rivista usciva all'incirca il 20 di ogni mese, con una tiratura di 14 000 copie. Nel 2018 è diventata bimestrale, e presentava queste rubriche:
- Editoriale
- Italy->IT[1], approfondimento su un recente studio universitario italiano nel campo dell'Information Technology
- News
- Software sul DVD allegato[4], la descrizione dei software e distribuzioni presenti sul disco allegato alla rivista
- Cover Story
- Hardware, test e tabelle comparative di hardware funzionante con GNU/Linux
- Grafica
- Multimedia
- Tips&Tricks[5], brevi trucchi per sistemisti e utenti desktop
- Gaming, recensione di un videogame disponibile per GNU/Linux
- Sistema
- Domotica, tutorial basati su Arduino e Raspberry Pi per automatizzare la propria casa senza software proprietario
- For Business, suggerimenti per le aziende che vogliono usare software libero e open source
- Rete
- Sicurezza
- Hacking Zone, descrizione di un bug scoperto di recente nel codice sorgente di un programma di uso comune
- Android Corner, tutorial per app Android
- Intervista
- Relax[6], curiosità dal mondo dell'informatica

Nel tempo, la redazione è stata gestita prima da Domenico Pingitore, poi da Vincenzo Cosentino. Dal numero 191 (giugno-luglio 2019) il capo redattore è Luca Tringali.

## Sito web
Per anni la rivista ha avuto anche un sito web che ospitava un forum, utilizzato come un Linux User Group in cui utenti di tutta Italia si scambiavano opinioni e rispondevano a richieste di aiuto e supporto per l'utilizzo di software libero e open source. Nel 2018, il server web è stato danneggiato da un incidente, tutte le informazioni sono andate perse ed è rimasto inattivo per quasi un anno prima di essere riaperto come blog redazionale. Il contenuto del nuovo sito web è pubblicato sotto licenza Creative Commons BY NC 4.0, che permette il riutilizzo con modifica dei contenuti, lasciando i diritti di sfruttamento commerciale all'editore Edizioni Master.